# Austin North

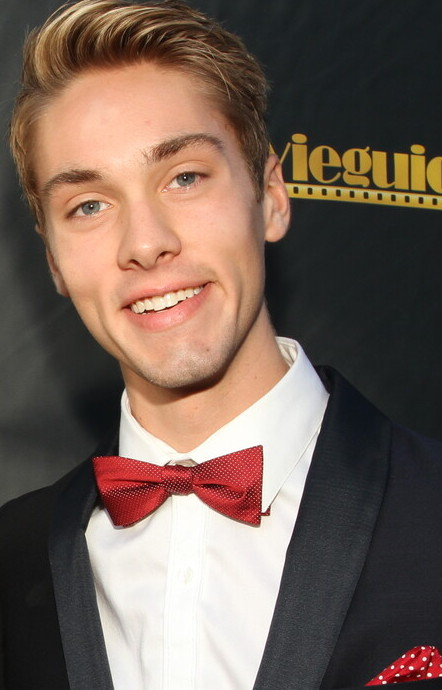
Austin North, 2018

Austin Michael North (* 30. Juli 1996 in Cincinnati, Ohio) ist ein US-amerikanischer Schauspieler.

## Leben
Austin North wurde im Juli 1996 in Cincinnati (Ohio) geboren, zog allerdings später mit seiner Familie nach Atlanta (Georgia) um. Dort wurde er im Alter von zwölf Jahren entdeckt. Er war zunächst in Werbespots zu sehen, bevor er 2011 seine erste Schauspielengagement in der Sitcom Karate-Chaoten erhielt. Daraufhin war er in Gastrollen in den Fernsehserien General Hospital, A.N.T.: Achtung Natur-Talente und See Dad Run. 2013 erhielt er seine erste Hauptrolle in der Disney-Channel-Sitcom Ich war’s nicht, in der er den Zwillingsbruder von Olivia Holts Charakter Lindy, Logan Watson, verkörpert. Die Sitcom feierte im Januar 2014 ihre Premiere.
Nebenbei ist er auch als Schlagzeuger beschäftigt.

## Filmografie (Auswahl)
- 2011: Karate-Chaoten (Kickin’ It, Fernsehserie, Episode 1x08)
- 2012: General Hospital (Seifenoper)
- 2012: A.N.T.: Achtung Natur-Talente (A.N.T. Farm, Fernsehserie, Episode 2x13)
- 2013: See Dad Run (Fernsehserie, Episode 1x16)
- 2014–2015: Ich war’s nicht (I Didn’t Do It, Fernsehserie)
- seit 2020: Outer Banks (Fernsehserie)
- 2023: Beautiful Disaster
- 2024: Beautiful Wedding